# Тургунов, Абдухаким Идрисович
Абдухаким Идрисович Тургунов (узб. Abduxakim Idrisovich Turgʻunov, Абдухаким Идрисович Турғунов; род. 28 мая 1941 года, Ташкент, Узбекская ССР (1990), СССР) — первый заслуженный журналист Узбекской ССР. Известен как спортивный журналист, комментатор, телеведущий программы новостей Ахборот на государственных телеканалах Sport и Oʻzbekiston. Работал специальным корреспондентом НТРК Узбекистана.

## Биография
Тургунов Абдухаким Идрисович родился 28 мая в 1941 году в Ташкенте. В 1947 году поступил в среднюю школу № 14 Октябрьского района города Ташкента. После окончания школы № 14 в 1957 году, поступил в Узбекский государственный университет физической культуры и спорта.
- 12 сентября 1963 года Абдухаким Идрисович Тургунов женился на Гульзифе Абдурахмановне Хисматове.
- 27 марта 2008 года заслуженный журналист Узбекской ССР Абдухаким Идрисович Тургунов умер в возрасте 66 лет от острой сердечной недостаточности.

## Трудовая деятельность
В начале своей карьеры работал физруком в средней школе. После чего работал спортивным судьей и спортивным комментатором в местных и республиканских турнирах. Известен в качестве редактора, телеведущего программы новостей Ахборот на канале Oʻzbekiston, а также в качестве спортивного комментатора на канале Sport НТРК Узбекистана. Был назначен специальным корреспондентом НТРК Узбекистана. Закончил свою карьеру и вышел на пенсию в 2002 году по состоянию здоровья.

## Звания и награды
- 1990 год — Почётное звание «Заслуженный журналист Узбекской ССР»[1]